# Ekatarina Velika
Ekatarina Velika (EKV) je nekdanja rock skupina iz Beograda. Jedro skupine so predstavljali kitarist in pevec Milan Mladenović, basist Bojan Pečar in klaviaturistka Margita Stefanović. 

## Kariera

### Začetek
Glasbena skupina Katarina II je nastala leta 1982 v Beogradu. Po razpadu skupine Šarlo akrobata so jo ustanovili pevec Milan Mladenović, kitarist Dragomir „Gagi“ Mihajlović, basist Švaba Radomirović in bobnar Dušan Dejanović. Ime je skupina dobila po Mihajlovićevi nesrečni ljubezni, dekletu po imenu Katarina. Leta 1982 se je skupini pridružila klaviaturistka Margita „Magi“ Stefanović. Kmalu zatem je Radomirović odšel k skupini Du Du A, Dušan Dejanović pa v Disciplino kičme, zato je bobne nekaj časa igral Branko „Mango“ Kuštrin. V začetku leta 1983 je na mesto bobnarja prišel Ivica „Vd“ Vdović, bivši bobnar Šarla akrobate, basist pa je postal Bojan Pečar.
Končna in poslednja postava skupine Katarina II – Mladenović, Mihajlović, Stefanović, Pečar in Vdović – je leta 1983 pričela z delom na debitantskem albumu.

### 80. leta

#### Katarina II
Spomladi 1983 se je Katarina II udeležila zagrebškega bienala in bila deležna solidnih kritik. Material za prvi album so posneli kmalu zatem, kot gost pa se je na njem pojavil igralec Svetislav Goncić. Snemali so v studiu „Druga maca“, katerega lastnika Enca Lesića je Mladenović poznal iz časa skupine Šarlo akrobata. Zaradi slabih pogojev snemanja je material propadel, skupina pa je morala celoten album posneti na novo. Na vabilo glasbenika Srđana Marjanovića so to storili naslednje leto v studiu ZKP RTLJ v Ljubljani.
Debitantski album z naslovom Katarina II je naposled izšel leta 1984. Večino besedil je napisal Mladenović, z izjemo besedil za pesmi „Vrt“ in „Platforme“, ki jih je napisal Mihajlović, za pesem „Kad krenem ka...“, ki ga je napisala Margita Stefanović, in za pesem „Treba da se čisti“, pod katero so se podpisali skupaj. V večini pesmi je skupina uspešno povezala Mladenovićeva besedila z energičnim zvokom novega vala. Pogosto velja za „najčistejšo“ izdajo skupine. Komercialnega uspeha album ni dosegel zaradi svojega umetniškega koncepta, kot tudi dejstva, da je bil objavljen v vsega 3000 primerkih.
Kmalu po izidu albuma je skupina znova spremenila sestavo. Nesoglasja med Mladenovićem in Mihajlovićem, ki so obstajala že v času njune prve skupine Limunovo drvo, so se nadaljevala. Mihajlović je kmalu prišel navzkriž z zakonom in moral v zapor, po izpustu pa so ga obvestili, da ni več član skupine. Ker je trdil, da mu pripadajo avtorske pravice za ime Katarina II, si je skupina izbrala novo ime Ekatarina Velika (po ruski carici Katarini Veliki), pozneje okrajšano v EKV, in pod tem imenom delovala do konca kariere.
Zaradi težav z drogami in zdravjem je skupino kmalu zapustil tudi bobnar Vdović in prešel k Du Du A. Zamenjal ga je Ivan Fece Firči, nekdanji član skupin Luna in Džakarta.

#### Ekatarina Velika
Z rednimi koncertnimi nastopi po Jugoslaviji (z zlasti pogostimi koncerti v Zagrebu, Ljubljani in Beogradu) ter predvajanjem spotov na televiziji je Ekatarina Velika počasi dosegla večji krog oboževalcev.
Leta 1985 so izdali drugi album z nazivom Ekatarina Velika. Album je posnet v zagrebškem studiu SIM s producentom Vladimirjem Smolcem, na njem pa se kot gosti pojavijo Massimo Savić, tedaj pevec hrvaške glasbene skupine Dorian Gray, kot tudi Tomo In der Mühlen, kitarist skupine Karlowy Vary. Pesmi z novega albuma so bile v primerjavi s predhodnim opazno hitrejšega ritma in energičnejše, kljub temu pa so obdržale odlike skupine: globoko subtilni toni in Mladenovićeva hermetična, introspektivna in metaforična besedila. Z naslovnico, ki si jo je zamislil in oblikoval Dušan Gerzić, je pokazal tudi umetniške ambicije, prikazujoč člane skupine, oslikane v indijanske obredne tetovaže.
Drugi album je skupini prinesel prve prave uspešnice: „Oči boje meda“, „Tattoo“ in „Modro i zeleno“. Zunaj Jugoslavije so prvič nastopili 22. marca 1985 na prireditvi „Dnevi kulture“ v italijanskem Torinu, in napravili pozitiven vtis. Drug viden nastop je bil koncert v Zagrebu, ki je bil del tradicionalne „izmenjave“ glasbenih skupin med Beogradom in Zagrebom Bolje vas našli. Poleti 1985 je Fece odšel na obvezno služenje vojaškega roka; njegova zamenjava za bobni je bil Ivan „Raka“ Ranković (prej Tvrdo srce i velike uši).

#### S’ vetrom uz lice
Tretji album, ki je nosil naslov S’ vetrom uz lice, je izšel leta 1986 in skupino izstrelil med zvezde. Album so producirali Mladenović, Stefanovićeva in Dragan Čačinović, imel pa je „spoliran“ zvok s poudarjenimi klaviaturami in uporabo 8-bitnega samplerja „E-mu Emulator II“. Uspešnice tega albuma so vključevale pesmi „Budi sam na ulici“, „Kao da je bilo nekad“, „Ti si sav moj bol“ in „Novac u rukama“. Ob komercialnem uspehu je S’ vetrom uz lice doživel dokaj ravnodušen sprejem kritike, ki se je pritoževala, da njegov zvok preveč spominja na britansko skupino Simple Minds.
V tem času je bila skupina tudi koncertno zelo aktivna in nastopala po mestih širom Jugoslavije. Na koncertu 2. novembra 1986 v zagrebškem klubu Kulušić je bil posnet njihov prvi živi album, ki je izšel naknadno v začetku leta 1987 z naslovom EKV 19LIVE!86. Istega leta je skupina ob povratku s turneje v Beograd zmagovito zaključila koncertno sezono s serijo šestih razprodanih koncertov v beograjskem Domu omladine.
Spomladi tega leta se je Ivan Ranković odločil zapustiti skupino in s prijatelji iz svojega starega benda Tvrdo srce i velike uši ustanovil skupino Ulica od meseca. Novi bobnar je postal Srđan „Žika“ Todorović (pred tem v skupinah Radnička kontrola, Bezobrazno zeleno, Disciplina kičme), ki je svoj prvi koncert s skupino odigral v pariškem klubu La Locomotive. Todorović je v skupino prišel iz Discipline kičme, ki je že od začetka veljala za neke vrste tekmeca najprej Katarini II, nato pa še Ekatarini Veliki.

#### Ljubav
Po spremembi zasedbe je skupina posnela četrti studijski album z naslovom Ljubav, ki je izšel v drugi polovici leta 1987. Album splošno velja za najboljše delo skupine, kot tudi za eno najboljših rockovskih izdaj na ozemlju nekdanje Jugoslavije. Opredeljuje ga bolj na kitaro osredotočen in spoliran zvok, ki je bil plod sodelovanja z novim producentom, avstralskim glasbenikom Theodorom Yannijem. Močno stiliziran ovitek sta osmislila in oblikovala Margita Stefanović in umetnik Vuk Vidor. Kot uspešnice so z albuma izstopale pesmi „Zemlja“, „Pored mene“, „Ljubav“, „7 dana“ in „Ljudi iz gradova“, nekateri pa v Mladenovićevih besedilih zaznavajo prve sledove depresije, pri čemer največkrat izpostavljajo besedilo pesmi „Tonemo“.
Skupina je imela v tem obdobju status koncertne atrakcije, ki ga je potrdila z razprodanim koncertom v beograjski hali „Pionir“ 26. decembra 1987. Začetek 1988 so začeli novo turnejo, na kateri sta se jim priključila pevec in kitarist beograjske skupine Van Gogh Zvonimir Đukić „Đule“ in bivša pevka skupine Oktobar 1864 Tanja Jovićević. V tem času se je skupini spet pridružil Fece namesto Srđana Todorovića; v njej je ostal vsega nekaj mesecev, nato pa se v maju 1988 odselil v New York. Po njegovem odhodu se je Todorović vrnil v skupino.

#### Samo par godina za nas
Leta 1989 je skupina izdala Samo par godina za nas, peti studijski album. Kritiki so ga doživeli kot golo konceptualno kopijo albuma Ljubav. Za razliko od blago temnega zvena in pretežno hitrejših ritmov na albumu Ljubav pa je ritem albuma Samo par godina za nas počasnejši, melodije pa zvočno veliko „motnejše“, ki skupaj nosijo slutnje prihajajočih političnih in socialnih pretresov, ki bodo zajeli Jugoslavijo začetek 90-ih.
Najuspešnejše pesmi z albuma so „Krug“, „Srce“ in „Par godina za nas“. Slednjo so novembra 2006 poslušalci beograjskega radia B92 izglasovali za najboljšo jugoslovansko pesem vseh časov. Milan Mladenović je v intervjuju za oddajo RTS TVB „TV Poster“ leta 1992 izjavil, da je „Par godina za nas“ najboljša pesem, ki jo je Ekatarina Velika napravila.

### 90. leta

#### Dum dum
Albumu Samo par godina za nas je sledila najtežja sprememba postave, ki jo je skupina težko prenesla. Todorović je zapustil skupino in se posvetil igralski karieri, Bojan Pečar pa se je odselil v London. Medtem ko je bil odhod Todorovića bolj ali manj še ena zamenjava za bobni, je bil odhod Pečarja velika izguba, s katero je skupina ostala brez enega svojih ključnih članov. Mladenović in Stefanovićeva sta nadaljevala aktivnost skupine in kot novega bobnarja vključila Marka Milivojevića (prej v skupinah „U škripcu“, „Partibrejkers“), basist pa je bil na koncertih v tem času Miško Plavi. Spomladi 1991 je izšel album Dum dum, na katerem sta bas odigrala Bata Božanić in Dušan Petrović.
Dum dum velja za najtemačnejši album skupine, ki odraža tedanje splošno vzdušje v Jugoslaviji, počasi razpadajoči in pred državljansko vojno.

#### Neko nas posmatra
V letih 1992 in 1993 je EKV nastopala z basistom Dragišem Uskokovićem, vključno z nastopi na protivojnih koncertih na Dunaju, v Pragi in Berlinu. Maja 1993 je nova postava objavila album Neko nas posmatra, ki je bil nasprotje predhodnega s toplejšim in pristopnejšim zvokom ter komunikativnejšimi in bolj odprtimi temami, posebej očitnimi v pesmih „Zajedno“, „Just let me play some modern R'n'R music“, „Jadransko more“ in „Ponos“. Je tudi prvi in edini album EKV, ki vsebuje priredbo, in sicer pesmi „Istina mašina“ jugoslovanske rockovske skupine Time.
Zaradi enostavnih glasbenih aranžmajev in tekstualnih konceptov je album obveljal za najslabše delo EKV, ki pa se ga je z leti začelo bolj ceniti.

### Konec
Začetek leta 1994 je bila Ekatarina Velika neaktivna. Mladenović je spomladi odpotoval v Brazilijo, kjer je s prijateljem glasbenikom Mitrom Subotićem Subom in skupino brazilskih glasbenikov sodeloval pri albumu Angel's Breath. Po njegovem povratku v Beograd je EKV nadaljevala s koncerti ter pričela oblikovati zamisli za nove pesmi. O prihajajočem albumu „Ponovo zajedno“ je v poznejših intervjujih govorila Margita, obstajajo pa znaki, da se je Milan želel posvetiti le še projektu Angel's Breath. Avgusta 1994 je skupina igrala na festivalu v Budvi, kar je bil njihov zadnji koncertni nastop. Naslednjega dne so Milana Mladenovića sprejeli v bolnišnico.
Oktobra so mu odkrili raka trebušne slinavke. Mesec dni pozneje, 5. novembra 1994, je 37-letni Mladenović v Beogradu umrl. Z njegovo smrtjo je Ekatarina Velika prenehala obstajati.
Bojan Pečar je umrl v Londonu za srčnim napadom 13. oktobra 1998, v 39. letu.
Margita Stefanović je umrla 18. septembra 2002 v Beogradu, v 44. letu, za aidsom.
Ostala nekdanja člana skupine, ki sta preminila, sta Ivica Vdović (imel aids, umrl 1992) in Dušan Dejanović (tudi trpel za aidsom, umrl 16. novembra 2000 v Beogradu).

## Zapuščina
Ekatarina Velika velja za eno najvplivnejših glasbenih skupin na območju bivše Jugoslavije, kot tudi za eno najpomembnejših skupin jugoslovanske rock scene. Ena od skupin, pri katerih prepoznavajo velik vpliv Ekatarine Velike, je Van Gogh, ki se je povzpel do statusa ene najpriljubljenejših rockovskih skupin v Srbiji v drugi polovici 90-ih, ki pa so ga tudi pogosto kritizirali zaradi pretirane nagnjenosti k imitiranju EKV, zlasti v besedilih pesmi. Druga skupina, na katero je Ekatarina Velika močno vplivala, je Block Out, ki je posnela priredbo njihove pesmi „Soba“ in ki pogosto izvaja njihove pesmi na svojih koncertih.
Leta 2003 je izšel „tribute“ album Kao da je bilo nekad, posvečen Milanu Mladenoviću. Vseboval je 15 priredb Mladenovićevih pesmi (14 EKV in eno Šarla akrobate), ki jih je odigrala vrsta glasbenikov različnih generacij, od Dada Topića, sodobnikov EKV, kot so Električni orgazam, Darko Rundek, Partibrejkers, do mlajših ustvarjalcev, kot so Jarboli, Darkwood Dub in Block Out. Drugi takšen je bil živi album Jako dobar tattoo – Tribute to EKV, posnet na koncertu 22. februarja 2003 v zagrebški Tvornici.
Knjiga YU 100: najbolji albumi jugoslovenske rok i pop muzike je na seznam uvrstila dva albuma skupine: S' vetrom uz lice (26. mesto) in Katarina II (68. mesto). Hrvaška izdaja revije Rolling Stone je leta 2015 na svoj seznam stotih najboljših jugoslovanskih albumov uvrstila tri: S' vetrom uz lice (10.), Katarina II (29.) in Ekatarina Velika (44.). Seznam Rock Express 100 najboljših jugoslovanskih rock skladb vseh časov je vseboval pet pesmi EKV: „Krug“ (3.), „Par godina za nas“ (11.), „Ti si sav moj bol“ (41.), „Zemlja“ (54.) in „7 dana“ (86.).

## Člani
- Milan Mladenović – vokal, kitara (februar 1982–poletje 1994)
- Dragomir „Gagi“ Mihajlović – kitara (februar 1982–1984)
- Zoran „Švaba“ Radomirović – bas kitara (februar 1982–konec 1982)
- Dušan „Džindžer“ Dejanović – bobni (februar 1982–konec 1982)
- Branko „Mango“ Kuštrin – bobni (februar 1982–začetek 1983)
- Margita „Magi“ Stefanović – klavir, klaviature (konec 1982–poletje 1994)
- Bojan Pečar – bas kitara (začetek 1983–december 1990)
- Ivica „Vd“ Vdović – bobni (začetek 1983–jesen 1984)
- Ivan Fece Firči – bobni (jesen 1984–poletje 1985; začetek 1988–maj 1988)
- Ivan „Raka“ Ranković – bobni (poletje 1985–začetek 1987)
- Srđan „Žika“ Todorović – bobni (začetek 1987–začetek 1988; maj 1988–začetek 1990)
- Marko Milivojević – bobni (začetek 1990–poletje 1994)
- Miško Plavi – bas kitara (pomlad 1991–poletje 1991)
- Dušan Petrović/Bata Božanić – studijski baskitaristi (pomlad 1991)
- Dragiša „Ćima“ Uskoković – bas kitara (jesen 1991–konec 1993)
- Bole Stanojević – bas kitara (april–avgust 1994)

## Diskografija
| - Katarina II (1984) - Ekatarina Velika (1985) - S’ vetrom uz lice (1986) - Ljubav (1987) - Samo par godina za nas (1989) - Dum dum (1991) - Neko nas posmatra (1993) | - EKV 19LIVE!86 (1987) - Live '88 (1997) - Kao u snu: EKV - Live '91. (2001) - EKV revisited (2007) |